# Лютомерск (гмина)
Лютомерск (пол. Lutomiersk) — сельская гмина (волость) в Польше, входит как административная единица в Пабяницкий повет, Лодзинское воеводство. Население — 7015 человек (на 2004 год).

## Соседние гмины
1. Гмина Александрув-Лудзки
2. Гмина Даликув
3. Константынув-Лодзинский
4. Гмина Пабянице
5. Гмина Поддембице
6. Гмина Водзерады
7. Гмина Ласк